# Стрельба в международном аэропорту Кишинёва
Стрельба в международном аэропорту Кишинёва произошла 30 июня 2023 года. Стрельбу начал гражданин Таджикистана, которому запретили въезд в Молдавию.

## Нападающий
Первые сообщения об экстренной ситуации в аэропорту Кишинёва начали поступать 30 июня 2023 года около 17:36 по кишиневскому времени.
Как сообщил премьер-министр страны Дорин Речан, 43-летний гражданин Таджикистана получил отказ во въезде в Молдову по соображениям безопасности, а после этого выхватил пистолет у сотрудника пограничной полиции и осуществил несколько выстрелов.
Сразу после этого весь персонал аэропорта и пассажиров экстренно эвакуировали, а Молдова временно закрыла свое воздушное пространство — вылеты самолетов и их приземление было запрещено.
Позже, в 18:23 по кишинёвскому времени полиция сообщила, что в аэропорту работает полиция специального назначения Fulger. Силовики задержали и нейтрализовали нападавшего.

## Погибшие и раненые
В результате произошедшего погибли 2 человека. Один из них Сергей Мунтян — сотрудник Генерального инспектората Таможенной службы Республики Молдова, второй жертвой стрельбы оказался сотрудник Службы безопасности аэропорта — Сергей Киофу, у него остались трое детей.
По данным СМИ, нападавшего также доставили в больницу из-за полученных травм во время задержания. Его состояние оценивалось как крайне тяжелое. Вечером, 3 июля в Генеральном инспекторате полиции сообщили, что он скончался, не приходя в себя.

## Реакция
Президент Молдавии Майя Санду выразила соболезнования семьям погибших и сообщила, что спецслужбы по всей стране приведены в состояние повышенной готовности. 4 июля в Молдавии объявлен Днем национального траура.